# Bur Rebetebuk
Bur Rebetebuk är ett berg i Indonesien.   Det ligger i provinsen Aceh, i den västra delen av landet, 1 500 km nordväst om huvudstaden Jakarta. Toppen på Bur Rebetebuk är 2 410 meter över havet, eller 128 meter över den omgivande terrängen. Bredden vid basen är 1,2 km.
Terrängen runt Bur Rebetebuk är bergig åt nordväst, men åt sydost är den kuperad.Runt Bur Rebetebuk är det ganska tätbefolkat, med 120 invånare per kvadratkilometer. I omgivningarna runt Bur Rebetebuk växer i huvudsak städsegrön lövskog.